# Lazzate
Lazzate ist eine norditalienische Gemeinde (comune) in der Provinz Monza und Brianza in der Lombardei.

## Lage und Einwohner
Die Gemeinde Lazzate liegt etwa 16 Kilometer nordwestlich von der Provinzhauptzstadt Monza, etwa 23 Kilometer nordwestlich von Mailand und etwa 16 Kilometer südlich von Como am Lambro, der hier durch den Parco delle Groane fließt. Lazzata grenzt unmittelbar an die Provinz Como und hat 7680 Einwohner (Stand 31. Dezember 2023).
Die Nachbargemeinden sind Bregnano (CO), Cermenate (CO), Lentate sul Seveso, Misinto und Rovellasca (CO).

## Geschichte
Lazzate wird erstmals urkundlich im 13. Jahrhundert erwähnt, wobei Endung -ate auf einen keltischen Ursprung schließen lässt.

## Verkehr
Die Strada Statale 35 dei Giovi führt östlich der Gemeinde entlang von Seregno kommend Richtung Como und Lago di Como. Der nächste Bahnhof befindet sich in den Nachbargemeinden Rovellasca bzw. in Camnago.

## Gemeindepartnerschaft
Lazzate unterhält eine Partnerschaft mit der französischen Gemeinde Le Bois-Plage-en-Ré im Département Charente-Maritime.

## Persönlichkeiten
- Diego Giovanni Ravelli (* 1965), römisch-katholischer Geistlicher, Zeremonienmeister für die Liturgischen Feiern des Papstes, Kurienerzbischof